# Kartwelowie
Kartwelowie, ludy kartwelskie – grupa rdzennych ludów, zamieszkująca Kaukaz Południowy, głównie Gruzję – w której to stanowią większość. W ich skład wchodzą:
- Gruzini właściwi
  - Adżarowie
  - Ingilojcy
  - Megrelowie
  - Swanowie
  - Lazowie

Posługują się językami z rodziny kartwelskiej (południowokaukaskiej). Byli twórcami starożytnych królestw Kolchidy oraz Iberii Kaukaskiej. Wyznają głównie chrześcijaństwo, w obrządku wschodnim, choć niektórzy z nich (Adżarowie, Lazowie) w wyniku bliskich kontaktów czy poddaństwa Wielkiej Porcie, przyjęli islam.